# Joan Burke
Joan T. Burke (nacida Crowley, 8 de febrero de 1928 (97 años) es una política del Partido Fine Gael, y granjera y enfermera. Su primera elección ganada al Dáil Éireann como miembro de Fine Gael Teachta Dála (TD) por la circunscripción Roscommon en las elecciones de julio de 1964, elecciones parciales a causa del deceso de su esposo James Burke.
Fue reelegida en cada elección general posterior hasta que se retiró de la política en el elecciones  generales 1981.